# 布盧斯普林斯 (內布拉斯加州)
布盧斯普林斯（英語：Blue Springs）是位於美國內布拉斯加州蓋奇縣的城市。

## 人口
根據2020年美國人口普查的數據，布盧斯普林斯的面積為2.03平方千米，當中陸地面積為1.99平方千米，而水域面積為0.04平方千米。當地共有人口282人，而人口密度為每平方千米139人。